# 若生清
若生 清（わかお きよし、1886年（明治19年）8月4日 - 1959年（昭和34年）10月20日）は、大日本帝国陸軍軍人。最終階級は陸軍少将。

## 経歴
1886年（明治19年）に東京府で生まれた。陸軍士官学校第18期卒業。1933年（昭和8年）12月20日に陸軍歩兵大佐に進級し、近衛師団司令部附となり、日本医科大学に配属された。1936年（昭和11年）8月に丸亀連隊区司令官に転じ、1937年（昭和12年）11月1日に陸軍少将に進級し待命、11月30日に予備役に編入された。1945年（昭和20年）3月31日に召集され、高松連隊区司令官兼高松地区司令官に就任した。
1947年（昭和22年）11月28日、公職追放仮指定を受けた。

## 栄典
勲章等
- 1940年（昭和15年）8月15日 - 紀元二千六百年祝典記念章[5]